# Robert Hinterleitner

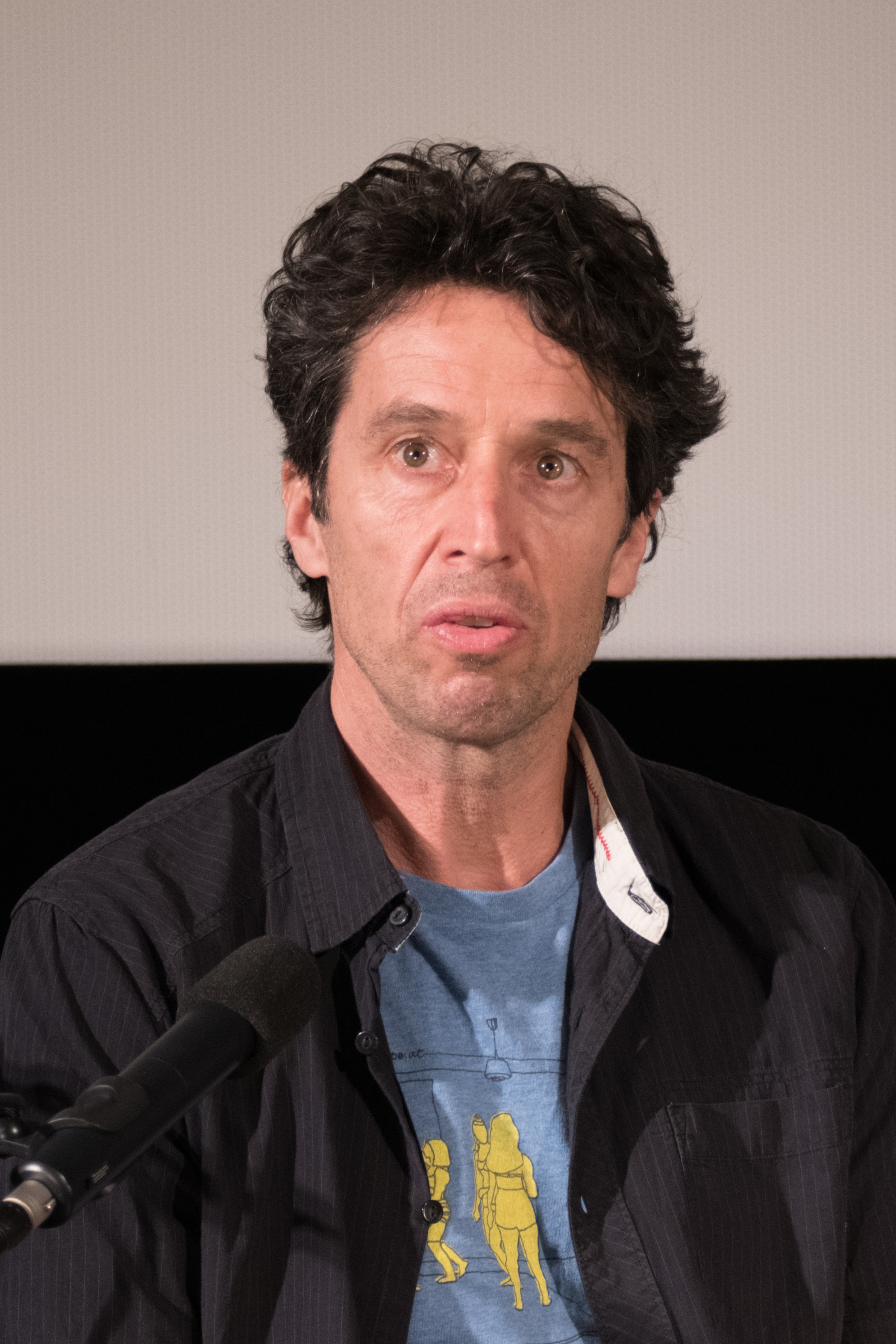
Robert Hinterleitner bei Crossing Europe 2022

Robert Hinterleitner (* 1970) in Linz ist ein österreichischer Künstler, Kurator und Pädagoge.

## Leben und Werk
Robert Hinterleitner wuchs in Linz auf, besuchte das BRG Ramsauerstraße und studierte an der Kunstuniversität Linz Bildhauerei/Transmedialer Raum bei Erwin Reiter und Renate Herter sowie Lehramt Bildnerische Erziehung und Werkerziehung. Bei Thomas Macho (Universität Klagenfurt/Kunstuniversität Linz) verfasste er seine Dissertation im Fach Philosophie und Kulturwissenschaften zum Thema „Metaphorisierungen von Zeit“ und promovierte 2003.
Seit 2013 engagierte er sich insbesondere für den Ausbau der Medienbildung für Jugendliche: als Lehrender in Medienfächern der Sekundstufe II ebenso wie durch die Gründung und das Betreiben der Jugendsparte YAAAS! des Crossing Europe Filmfestivals, die er bis 2024 leitete. YAAAS! bietet ein „ganzheitliches Angebot an Filmvermittlung, Erwerb von Medienkompetenz und DIY-Videoproduktion für Jugendliche“. Zu dessen Programm zählen Videoproduktion in international gemischten Jugendteams, ein von Gleichaltrigen (peer-to-peer) ausgewähltes und vorgestelltes Filmprogramm, das der Lebenswelt Jugendlicher entstammt, eine Workshoprally, bei der neue Techniken ausprobiert werden können oder Face2Face, im Rahmen dessen Jugendlichen Profis in Kleingruppen Fragen stellen können, zu denen sich Erwachsene nur schwer durchringen würden sowie eine Wettbewerbssektion, im Rahmen der eine jährlich wechselnde Jugendjury den Crossing Europe Award – Jugendjury, der mit 3000.- dotiert ist, vergibt.
Darüber hinaus ist Hinterleitner in einer Reihe von Initiativen und Festivalnetzwerken wie dem Youth Cinema Network oder der AG Filmbildung, die zur Akademie des österreichischen Films gehört, engagiert und ist als Juror auf zahlreichen Jugendfilmfestivals tätig (wie den Video&Filmtagen Wien, dem Animatorfest Jagodina/Serbien oder den Novemberfestivalen in Trollhättan/Schweden).
Seit Anfang der 2000er-Jahre arbeitet Robert Hinterleitner künstlerisch, wobei seine Projekte meist transmedial und konzeptuell sind, er bevorzugt Installationen sowie das Medium Video. Aufsehen erregten die Rauminstallation Die Macht der Raumplanung im Semperdepot Wien (2003 mit Florian Knopp, Jochen Höller), Stifters Visionen (2005 mit Florian Knopp), eine Aktion, bei der die Künstler ein bis dahin wenig beachtetes Stifterdenkmal von der Linzer Promenade auf den Breitenstein in Kirchschlag verlegten, um Stifter den Blick auf seinen geliebten Dachstein zu ermöglichen. Um den Rücktransport entstand „Gerangel“, da die Gemeinde Kirchschlag das Denkmal Jahre über den Projektzeitraum hinaus behalten, bzw. anderen Pressemeldungen zufolge, nicht mehr zurückgeben wollte.
Als Kurator hat Robert Hinterleitner gemeinsam mit Florian Knopp und Marek Gut ab 2005 einen Fernreisewagon der ÖBB zu einem multifunktionalen Ausstellungs- und Projektraum namens Z6 umgebaut und an verschiedenen Stationen Zentraleuropas Projekte realisiert. Aufmerksamkeit riefen Z6 bestbesuchte Galerie Österreichs, ein Projekt, das auf ironische Weise das Thema Besucherzahlen in Museen thematisierte oder das musikalisch-performative Crossover des Hugo Wolff Streichquartetts und der Rock-/Metalband Fuckhead mit dem Titel Hugo Wolf vs. Fuckhead (2007) hervor, das gemäß Peter Kraml (Journalist Radio OÖ) zeigte, dass man sich die Arbeit junger Kuratoren vollkommen anders vorstellen muss.
Von 2008 bis 2010 hat Hinterleitner unter dem Label Linz0nein kritisch zu Entscheidungen der Intendanz der Kulturhauptstadt Linz09 Stellung bezogen, indem er gemeinsam mit Belinda Hofer u. a. das Programmbuch 4/3 der abgelehnten Projektideen des Kulturhauptstadtjahres herausgab oder mit dem Linz0nein Scheiterhaufen am 31. Dezember 2008 alte Kunstprojekte verbrannte, um auf provokante Weise Platz für Neues im Kulturhauptstadtjahr zu schaffen. „Der Scheiterhaufen zeigte sich hier nicht als eine Allegorie des Scheiterns, sondern als Symbol für beharrliche Eigenständigkeit und Leuchtfeuer gegen „Eventionismus“ und ein etabliertes Kulturverständnis der Intendanz von Linz09.“
Zeitgleich (2008/2009) kuratierte Robert Hinterleitner die Bibliothek der 100 Sprachen, um nicht nur viele der etwa 115 Linzer Sprachen-Communities zu involvieren, sondern um Bücher als wertvolle Kulturgegenstände mit den persönlichen Biografien der Menschen zu verbinden. Zur Eröffnung konnte man lebende Bücher lesen, über das Jahr verstreut gab es zahlreiche Lesungen in Muttersprachen wie Persisch, Türkisch, Ga (Ghana) oder Romanes. Hinterleitners Ziel war es, den Sprachschatz einstiger Heimat, aber auch heutige Lesegewohnheiten zu aktivieren und authentische Einblicke in fremde Lebenswelten zu geben.
2014 gab Robert Hinterleitner gemeinsam mit Daniel Leidenfrost und Nathalie Halgand eine Publikation über die Werke von zehn österreichischen Graffiti- und Streetartkünstlerinnen heraus und untersuchte deren unterschiedliche Motive und Erfahrungen in der männlichen Peer Group. Begleitet wurde die Publikation von einer Ausstellung in der Wiener Inoperable Gallery.

## Projekte und Ausstellungen
- 2023 Musikvideo für den Song Night Train der österreichisch-schwedischen Band Anna Katt (gemeinsam mit David Panhofer). Release im Oktober 2023
- 2022 Unser Atelier dekomprimiert – eine Objektmetapher der gemeinsamen Arbeit einer Künstlergruppe: Raumschiff Linz (gemeinsam mit Jochen Höller, Florian Knopp)
- 2016 Kuratierung der Ausstellung Frauen, Straße, Kunst im Rahmen von NEXT COMIC 2016 im Linzer Kulturquartier[23]
- 2014 Kuratierung der Ausstellung Women, Street, Art & Studio in der Inoperable Gallery (mit Natalie Halgand und Daniel Leidenfrost)[22]
- 2009 Kuratierung der Bibliothek der 100 Sprachen: ein Partizipationsprojekt für eine multikulturelle Kulturhauptstadt Linz09[24]
- 2008 Performance Linz0nein-Scheiterhaufen: eine Performance am Altjahrestag (mit Belinda Hofer)[16]
- 2007 Ausstellung Bildatlas Zorn in der Gruppenausstellung Zorn und Aggression im Kunstraum Goethestraße xtd
- 2007 Performance und Vortrag Gourmet oder Gourmand – die Speisegewohnheiten der Kannibalen im KunstRaum Goethestrasse xtd im Rahmen der Langen Nacht der Museen am 6. Oktober 2007 (mit Unterstützung von Chris Müller)
- 2005 Ausstellung des Projektes CuVit bei Lebt und arbeitet in Wien 2; Wien/Künstlerhaus; Kurator Lorenz Seidler (Projekt gemeinsam mit Florian Knopp)
- 2005 Ausstellung Stifters Visionen: Kunst im öffentlichen Raum (Promenade Linz/Breitenstein Kirchschlag bei Linz)
- 2003 Installation Die Macht der Raumplanung: Wien/Semper-Depot (gemeinsam mit Jochen Höller und Florian Knopp)

## Auszeichnungen von Projekten als Pädagoge
- 2023 Growing Pains (Marlene Frostel), enui / elation / collapse (Robin Mai): Auszeichnung bei den Video&Filmtagen Wien
- 2022 Orphea und Eurydike von Elena&Carla Schöppl, Rosina Umgeher (Töchter, Nichte Hinterleitners): Hauptpreis U14 Prix Ars Electronica
- 2022 Reinigung von Barbara Rettig: Anerkennung U19 Young Professionals Prix Ars Electronica
- 2022 Saudade von Jasmin Pemmer: Anerkennung U19 Young Professionals Prix Ars Electronica
- 2022 Liebe ist kein Spielfilm von Sabine Wimmer: Hauptpreis Plasencia Encorto (Spanien), 1. Preis MLA Wien (2021), Anerkennung Prix Ars Electronica
- 2021 Mutter von Naomi Hozaien: 1. Preis Video&Filmtage Wien
- 2021: Betreuung der Diplomarbeit mit dem Titel Offensives Verhalten in der Kunst von Tina Schmitsberger, Laurens Seemann und Jonas Mayrhofer: KUL-Preis Kath. Universität Linz für hervorragende vorwissenschaftliche Arbeiten im Themengebiet Kunstwissenschaft (Linz/Ö)
- 2020 Liebes Tagebuch von Naomi Hozaien: 1. Preis Video&Filmtage Wien, 3. Platz Camera Zizanio/Olympia Filmfestival (Griechenland)
- 2020 Reminisence von Maria Potzmader: 1. Preis beim internationalen Jugendfilmfestival Wicked Wales
- 2020 Kissed by the Muse von Sophie Rieger: 1. Preis beim internationalen Jugendfilmfestival Plasencia Encorto (Spanien)
- 2019 Stop Emotion von Romana Hochmair: 1. Preis für das beste internationale Video Timeline Festival in Carate Brianza (Italien)
- 2016 Getting in and letting go von Lea Bouchal: 1. Platz Olympia Film Festival/Camera Zizanio (Griechenland)
- 2016 Betreuung der Diplomarbeit mit dem Titel Sprache, Ausdruck und Wahrnehmung – Die Kunst der Kommunikation von Larissa Frenes, Miriam Prinz und Katja Hartl: KUL-Preis Kath. Universität Linz für hervorragende vorwissenschaftliche Arbeiten im Themengebiet Kunstwissenschaft (Linz/Ö)
- 2015 Are you worth it? von Sonja Aber: 3. Platz Olympia Filmfestival/Camera Zizanio (Griechenland), Award of Distinction des PRIX ARS Electronica U19 (Linz)
- 2013 Femme Chanel von Sarah Oos: Goldene Nica des PRIX ARS Electronica U19 (Linz), Auszeichnung beim Media Literacy Award (Wien)
- 2012 State of Revolution von Agnes Aistleitner: Goldene Nica des PRIX ARS Electronica U19 (Linz), Auszeichnung beim Media Literacy Award (Wien)